# Pstrowski (1914)
Pstrowski – jeden z pięciu parowych statków wiślanych o napędzie bocznokołowym, które 7 czerwca 1948 r. wznowiły przewozy pasażerskie na Wiśle.

## Historia
Statek zbudowano ok. 1914 roku w Rosji. Rozpoczął służbę pod nazwą "Strumień". W służbie rosyjskiej nosił nazwę "Garmonija". Zdobyty podczas wojny polsko-radzieckiej w 1919 r. zmienił nazwę na "Ataman" i do 1920 r. pływał na Dnieprze jako transportowiec. Nosił następnie oznaczenie T 1. Przeholowany do Warszawy został zakupiony przez J. Dunin-Holeckiego. Po remoncie i przebudowie pływał jako "Kaniowczyk" w roli holownika i statku towarowo-pasażerskiego. Po roku przebudowany na statek salonowy. Od roku 1927 pływał w barwach Vistuli. W roku 1930 przemianowany na "Belgia" pływał na linii Warszawa-Tczew. Podczas okupacji niemieckiej pływał jako "Bella". Zatopiony podczas powstania warszawskiego. W 1946 r. statek wydobyto i przeholowano do Płocka na remont. Do obsługi ruchu pasażerskiego powrócił 7 czerwca 1948 jako "Gen. Sikorski", na cześć gen. Władysława Sikorskiego. W roku 1952 przemianowany na "Pstrowski", na cześć przodownika pracy Wincentego Pstrowskiego. Wycofany z ruchu w 1964 r. i przemianowany na barkę koszarową "Alicja". Złomowany w 1970 r.
Był drugim najdłuższym statkiem śródlądowym eksploatowanym w Polsce (62,52 m).